# Van Halen II
Van Halen II — второй студийный альбом американской хард-рок группы Van Halen, изданный в 1979 году.

## Об альбоме
Запись альбома состоялась в студии Sunset менее чем через год после выхода одноимённого дебютного альбома группы. Запись альбома началась 10 декабря 1978 года, всего через неделю после завершения их первого мирового турне, и была завершена в течение недели. Группа использовала консоль Putnam 610 для записи альбома, аналогичную консоли, которую Эдди установил в своей домашней студии в 1983 году. Многие песни на Van Halen II, как известно, существовали до выхода первого альбома и присутствуют на демозаписях, записанных в 1976 году Джином Симмонсом и в 1977 году Тедом Темплманом, включая раннюю версию "Beautiful Girls" (тогда известную как "Bring on the Girls") и "Somebody Get Me a Doctor". На третьей попытке фотосессии для прыжка Дэвида Ли Рота с распростёртым орлом, который был использован на задней обложке, Рот приземлился боком и сломал кость в правой ноге.
В примечаниях к вкладышу говорится, что отель Sheraton Inn находится в городе Мэдисон, штат Висконсин. Во время первого тура они остановились в отеле и разрушили седьмой этаж, устроив драку с огнетушителями в коридорах и выбросив телевизоры из окон. Они обвинили в случившемся своих тогдашних товарищей по путешествию.

## Список композиций
Слова и музыка всех песен — Эдди Ван Хален, Алекс Ван Хален, Дэвид Ли Рот и Майкл Энтони, кроме указанных иначе.
| №                   | Название                   | Автор(ы)            | Перевод                        | Длительность |
| ------------------- | -------------------------- | ------------------- | ------------------------------ | ------------ |
| 1.                  | «You're No Good»           | Клинт Баллард-мл.   | Ты Никуда Не Годишься          | 3:16         |
| 2.                  | «Dance the Night Away»     |                     | Танцуй Всю Ночь Напролёт       | 3:06         |
| 3.                  | «Somebody Get Me a Doctor» |                     | Кто-Нибудь, Вызовите Мне Врача | 2:52         |
| 4.                  | «Bottoms Up!»              |                     | До Дна!                        | 3:05         |
| 5.                  | «Outta Love Again»         |                     | Снова Разлюбила                | 2:51         |
| Общая длительность: | Общая длительность:        | Общая длительность: | Общая длительность:            | 15:10        |

| №                   | Название                     | Перевод                    | Длительность |
| ------------------- | ---------------------------- | -------------------------- | ------------ |
| 6.                  | «Light Up the Sky»           | Освети Небо                | 3:13         |
| 7.                  | «Spanish Fly» (Инструментал) | Испанская Муха             | 1:00         |
| 8.                  | «D.O.A. (Dead or Alive)»     | Ж.И.М. (Живой или Мёртвый) | 4:09         |
| 9.                  | «Women in Love...»           | Влюблённые Женщины...      | 4:08         |
| 10.                 | «Beautiful Girls»            | Красивые Девушки           | 3:56         |
| Общая длительность: | Общая длительность:          | Общая длительность:        | 16:26        |

## Участники записи
- Дэвид Ли Рот — основной вокал
- Эдди Ван Хален — гитара, бэк-вокал.
- Майкл Энтони — бас-гитара, бэк-вокал.
- Алекс Ван Хален — ударные

## Позиции в чартах
| Чарт (1979)           | Наивысшая позиция |
| --------------------- | ----------------- |
| Billboard 200         | 6                 |
| UK Albums Chart       | 23                |
| Canadian Albums Chart | 15                |
| German Albums Chart   | 24                |
| Dutch Albums Chart    | 11                |
| Swedish Albums Chart  | 22                |

## Сертификации
| Страна  | Провайдер    | Статус        |
| ------- | ------------ | ------------- |
| США     | RIAA         | 5x Платиновый |
| Франция | SNEP         | Золотой       |
| Канада  | Music Canada | 2x Платиновый |